# Шутько, Егор Иосифович
Егор Иосифович Шутько (1924—1944) — наводчик станкового пулемёта 804-го стрелкового полка (229-я стрелковая дивизия, 54-я армия, 3-й Прибалтийский фронт), комсомолец, красноармеец, Герой Советского Союза.

## Биография
Егор Шутько родился в селе Гороховатка ныне Боровского района Харьковской области 12 октября 1924 года. Украинец.
Окончил 9 классов.
В Красной Армии с 1943 года. С марта этого же года на фронте — был призван Боровским райвоенкоматом.
Погиб 21 сентября 1944 году, бросившись с гранатой под вражеский танк.
Похоронен в воинском захоронении к югу от хутора Були Звартавской волости Валкского района Латвии.

## Награды
- Указом Президиума Верховного Совета Союза ССР 24 марта 1945 года рядовому Шутько Егору Иосифовичу присвоено (посмертно) звание Героя Советского Союза.
- Награждён орденом Ленина, медалью «За отвагу».

## Память
- В городе Алуксне (Латвия) с 26 апреля 1976 года существовала улица Егора Шутько. После 1991 года она была переименована в Рупниецибас.
- В райцентре Боровая ему установлен памятник и его именем названа улица.
- В селе Першотравневое Боровского района его именем названа улица.